# Мозер Георгій Едуардович
Георгій Едуардович Мозер (5 серпня 1940, Північноказахстанська область, Казахська РСР — 4 листопада 2024) — український та німецький діяч, директор Житомирського акціонерного товариства «Крок», голова Ради німців України. Народний депутат України 2-го скликання.

## Біографія
Народився у селянській родині.
З 1954 року — робітник Сарапульської взуттєвої фабрики Удмуртської АРСР.
У 1966 році закінчив Київський технологічний інститут легкої промисловості, інженер-електромеханік.
З 1966 року працював на підприємствах в Білоруській РСР та Українській РСР.
У 1968—1986 роках — на інженерних посадах на Житомирському заводі хімічного волокна.
З 1986 року — генеральний директор Житомирської взуттєвої фабрики «Крок», директор Житомирського акціонерного товариства «Крок».

## Політична діяльність
Народний депутат України 2-го демократичного скликання з .04.1994 (2-й тур) до .04.1998, Богунський виборчий округ № 162, Житомирська область. Голова підкомітету з питань зовнішньоекономічної діяльності, експортно-імпортних операцій, створення та функціонування спеціальних економічних зон, іноземних інвестицій, спільних підприємств з іноземним капіталом Комітету з питань економічної політики та управління народного господарства. Член депутатської групи «Незалежні».
З травня 2006 року — член Ради з питань етнонаціональної політики України.
До грудня 2009 року — голова Ради німців України.